# دابلیو. دابلیو. نورتون اند کامپنی
دابلیو. دابلیو. نورتون اند کامپنی (به انگلیسی: W. W. Norton & Company) یک شرکت انتشاراتی واقع در نیویورک است. در سال ۱۹۲۳ تأسیس شد و در دهه ۱۹۶۰ به تمامی کارمندان آن تعلق گرفت. این شرکت به خاطر گلچین‌های نورتون (به ویژه گلچین ادبیات انگلیسی نورتون) و متن‌هایش در مجموعه‌های نسخه‌های انتقادی نورتون، که هر دو اغلب در دوره‌های ادبیات دانشگاه اختصاص می‌یابد، شناخته شده است.

## تاریخچه
این شرکت توسط ویلیام وارد نورتون و همسرش مری دوز نورتون تأسیس شد. در اوایل دهه ۱۹۶۰ نورتون تعداد زیادی مدیر و ویرایشگر استخدام کرد. بعد از مرگ نورتون مدیریت این شرکت به ترتیب جرج براکوی ودونالد لم و درک مک فیلی واکذار شد